# Partito Popolare - Riformisti
Il Partito Popolare - Riformisti (in croato: Narodna Stranka - Reformisti) è un partito politico croato di orientamento liberale fondato nel 2014 da Radimir Čačić, già esponente del Partito Popolare Croato - Liberal Democratici (HNS-LD).

## Storia
Il partito fu fondato nel 2014 da Radimir Čačić, espulso dall'HNS-LD in seguito alla condanna a 22 mesi di reclusione per aver causato, nel 2010, un incidente stradale in cui avevano perso la vita due persone. Čačić, insieme ad altri esponenti del partito (tra cui Natalija Martinčević e Petar Baranović), lanciò così un nuovo soggetto politico, al quale aderirono diversi membri dell'HNS-LD.
Il congresso fondativo del nuovo partito si tenne a Zagabria il 28 settembre 2014; Čačić fu eletto presidente all'unanimità.
In occasione delle elezioni parlamentari del 2015, il partito dette luogo ad una coalizione con altri partiti centristi (Avanti Croazia! - Alleanza Progressista, Partito dei Pensionati Croati, Forum Verde e Dieta Democratica di Dubrovnik): l'alleanza ottenne un seggio; Radimir Čačić, eletto deputato, accordò la fiducia al governo guidato da Tihomir Orešković.
Alle elezioni parlamentari del 2016 il partito si presentò insieme a Bandić Milan 365 - Partito del Lavoro e della Solidarietà e ad altre formazioni minori: la coalizione ottenne due deputati, di cui uno esponente di NS-R (Darinko Dumbović). Il partito votò a favore del Governo Plenković I.
Alle elezioni locali del 2017, Radimir Čačić è stato eletto prefetto della regione di Varaždin e Darinko Dumbović sindaco di Petrinja. NS-R è anche entrata in molti consigli regionali, cittadini e municipali, soprattutto nella Croazia settentrionale.

## Risultati
| Elezione          | Elezione                             | Voti   | %    | Seggi   |
| ----------------- | ------------------------------------ | ------ | ---- | ------- |
| Parlamentari 2015 | NHPA - SHU - ZF - DDS                | 34.905 | 1,57 | 1 / 151 |
| Parlamentari 2016 | Con BM 365 - HSS SR - Novi Val - BUZ | 76.990 | 4,05 | 1 / 151 |
| Europee 2019      | Europee 2019                         | 9.971  | 0,93 | 0 / 11  |